# Erik och Mackan
Erik Ekstrand och Mackan Edlund, Erik & Mackan, är en svensk programledarduo.

## Historia
Ekstrand och Edlund träffades när de studerade vid högskolan i Skövde. Edlund arbetade senare som redigeringsassistent med "När & Fjärran" och som teknikansvarig på produktionsbolaget Meter. Han har även varit inspelningsledare och studioman. Ekstrand arbetade som produktionsassistent, bland annat med Jeopardy, Big Brother och Köket. De båda arbetade senare tillsammans med ordleksprogrammet Pussel på TV4, och ingick 2004-2007 i Deluxe i P3.
År 2008 kom det egna tv-programmet Erik & Mackan - Hela och rena på TV6. Sedan dess har de lett både tävlingsprogram och egna undersökande program på TV6.

## Radio- och TV-program

### Som programledare
| Årtal aktiv | Programnamn                                 | TV-kanal |
| ----------- | ------------------------------------------- | -------- |
| 2008        | Erik & Mackan - Hela och rena               | TV6      |
| 2008        | Erik & Mackan - Snygga och smärta           | TV6      |
| 2009        | Herre på täppan                             | TV6      |
| 2009        | Hål i väggen                                | TV6      |
| 2010        | Guldfeber                                   | TV6      |
| 2010, 2011  | Gumball 3000 med Erik & Mackan              | TV6      |
| 2011        | 99 saker man måste göra innan man dör       | TV6      |
| 2011        | 99 nya saker med Erik & Mackan              | TV6      |
| 2012        | Erik och Mackan - Knäcker den manliga koden | TV6      |
| 2012        | 99 saker med Erik & Mackan                  | TV6      |
| 2013        | Världens största konspirationer             | TV6      |
| 2015        | Nemas problemas                             | TV6      |
| 2015        | Erik och Mackan gör Kentucky                | TV6play  |